# Moïse Kien Dri
Moïse Kien Dri – iworyjski piłkarz grający na pozycji napastnika. W swojej karierze rozegrał 1 mecz w reprezentacji Wybrzeża Kości Słoniowej.

## Kariera reprezentacyjna
W reprezentacji Wybrzeża Kości Słoniowej Kien Dri zadebiutował 10 marca 1984 roku w przegranym 0:2 grupowym meczu Pucharu Narodów Afryki 1984 z Kamerunem. Był to zarazem jego jedyny rozegrany mecz w kadrze narodowej.